# Chiretolpis nigrorufa
Chiretolpis nigrorufa là một loài bướm đêm thuộc phân họ Arctiinae, họ Erebidae.